# Anna Vasiljikova
Anna Vasiljikova, död 1577, var en rysk tsaritsa, gift med tsar Ivan den förskräcklige. Hon var Ivans femte hustru, och äktenskapet ansågs därför inte lagligt av den ryska kyrkan.

## Biografi
Anna Vasiljikova tillhörde den adliga familjen Vasiljikov. Det finns inga närmare uppgifter om hennes föräldrar, och olika teorier om exakt vem i familjen hon var dotter till. Det är inte känt varför tsar Ivan valde att gifta sig med Anna.
Den rysk-ortodoxa kyrkan godkände inte fler än tre äktenskap som lagliga. Därför ansågs detta äktenskap inte som legitimt av kyrkan. Tsaren uppges inte ha bett om dispens för det av kyrkan. 
Bröllopet ägde troligen rum i slutet av 1574 eller 1575, och sju representanter för familjen Vasilchikov deltog i vigseln: Ilya och Grigory Andreevitj; den senares söner Nikita och Andrej; Nazarij och Grigorij Borisovitj och deras kusin Ivan Alekseevitj), samt fruarna till tre av dessa. Hennes beskyddare var tydligen den kungliga favoriten Vasilij Umnoy-Kolychev. 
Eftersom kyrkan inte ansåg äktenskapet som lagligt, omtalades inte Anna heller som tsaritsa i de kyrkliga krönikorna.
Ivan den förskräcklige fick inget barn med Anna. Han uppges ha tröttnat på henne efter ungefär ett år. Anna fördes därefter till Suzdal kloster, där hon fängslades. Hon ska ha avlidit i januari 1577.